# Bathmocercus
Bathmocercus es una género de aves paseriformes de la familia Cisticolidae ampliamente extendidas en África al sur del Sahara.

## Especies
Se reconocen las siguientes especies:
- Bathmocercus cerviniventris (Sharpe, 1877) - prinia cabecinegra
- Bathmocercus rufus Reichenow, 1895 - prinia carinegra